# Geodezja

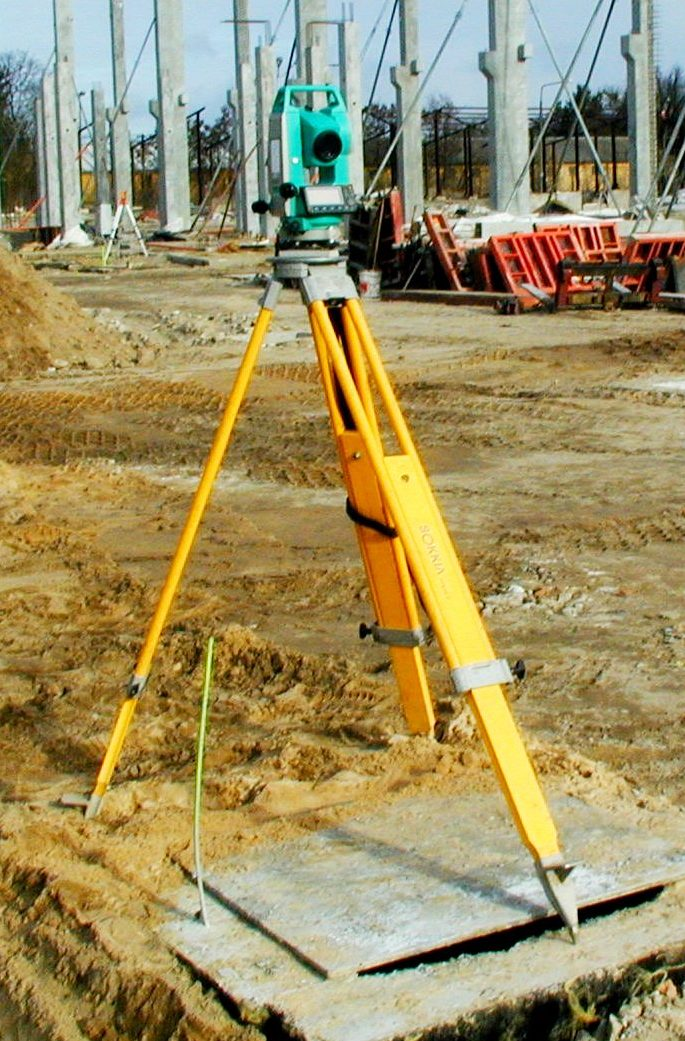
Tachimetr elektroniczny Sokkia umieszczony na statywie

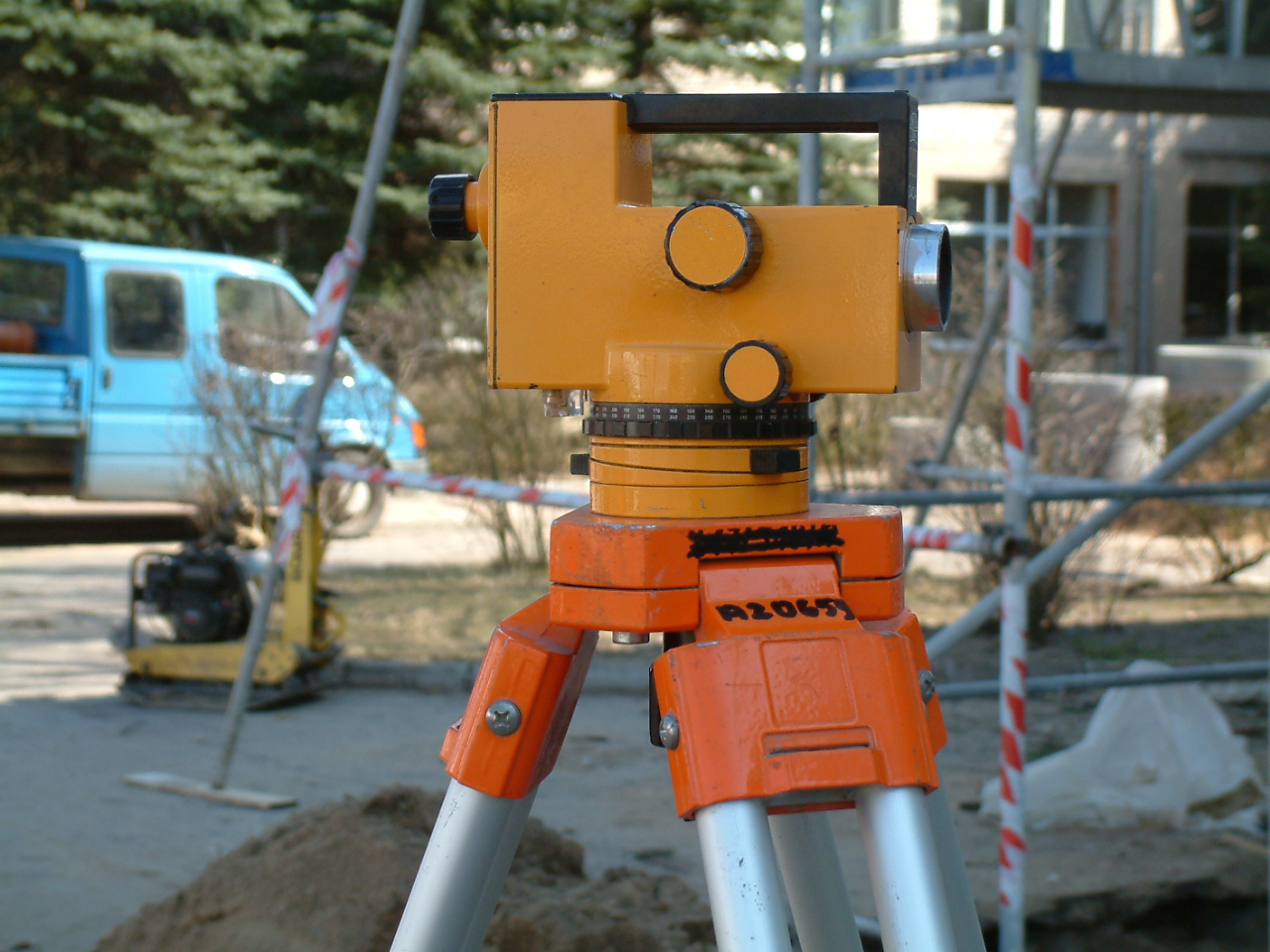
Niwelator „automatyczny” Ni 020A firmy Zeiss Jena na statywie

Geodezja (gr. γῆ gē „ziemia”, δαίω daiō „dzielę”) – nauka zajmująca się gromadzeniem, przetwarzaniem i przekazywaniem danych o Ziemi oraz określaniem położenia i wzajemnych relacji przestrzennych punktów na jej powierzchni.
Zadaniem geodezji jest stworzenie modelu powierzchni Ziemi oraz matematycznego opisu punktów na jej powierzchni, pozwalającego na ich jednoznaczne określenie w przestrzeni.
Wynikiem geodezyjnych pomiarów terenowych i prac kameralnych (działania polegające na przeniesieniu wykonanych wcześniej pomiarów terenowych na mapę) są różnego typu opracowania graficzne np. mapy czy profile, ale także dokumenty tekstowe o charakterze prawnym (np. podczas rozgraniczenia nieruchomości).

## Zadania geodezji
- Uzyskanie, przetworzenie oraz rozpowszechnienie informacji o Ziemi jako planecie i środowisku geograficznym.
- Przekształcenie struktur przestrzennych z myślą o racjonalnej gospodarce przestrzennej z dominacją ładu przestrzennego i ekologicznego.
- Zapewnienie bezpiecznej eksploatacji budowli, a także wielu skomplikowanych konstrukcji.
- Stworzenie opisu kształtu Ziemi i innych planet

## Geodezja jako dziedzina nauki
W Polsce geodezja zaliczana jest do:
- nauk technicznych jako część inżynierii lądowej;
- nauk o Ziemi jako część geografii.

## Historia

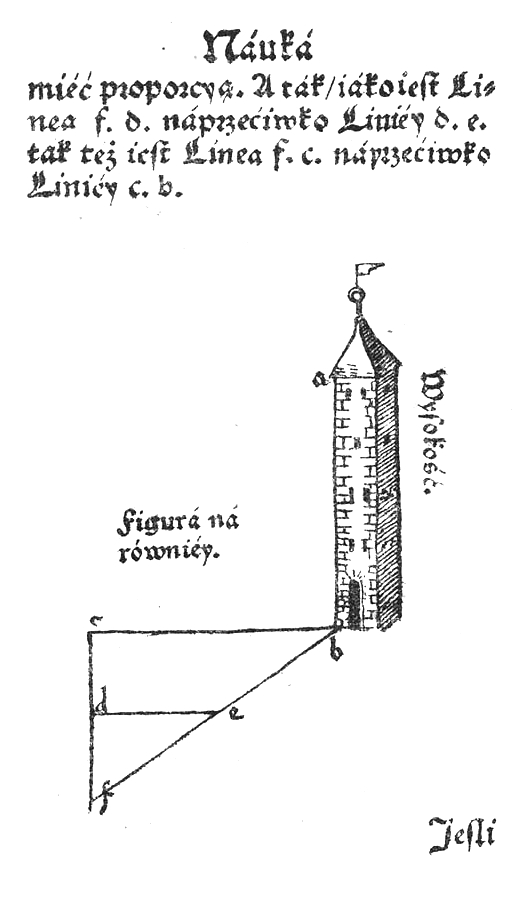
Karta z książki Stanisława Grzepskiego „Geometria to jest miernicka nauka” wydanej w jęz. polskim w 1566 roku

W miarę rozwoju osadnictwa i zawłaszczania ziemi granice miały tendencje do przechodzenia od pasów rubieżnych do coraz ściślejszych granic linearnych. Na ziemiach polskich wyznaczanie granic odbywało się już w XII wieku w formie publicznej (tzw. ujazd, objazd), kiedy to panujący lub jego wysłannik oficjalnie obchodził lub objeżdżał granice, zlecając umieszczanie w wyznaczonych miejscach znaków granicznych. Ujazdy pojawiły się w okresie umacniania prawa własności ziemi oraz zanikania połaci ziemi nieeksploatowanej. Jeśli przebieg granicy nie pokrywał się z żadną naturalną wyodrębnioną formą terenową, tam zachodziła potrzeba wyznaczenia jej w sposób sztuczny. W tym celu np. ryto znaki na drzewach i kamieniach, splatano korony drzew, wkopywano drewniane pale i kamienne słupy, usypywano stożki ziemne lub kamienne, ustawiano głazy, kapliczki i krzyże. Bywało, że przebieg granicy utrwalano w ludzkiej pamięci specjalnymi ceremoniami, gdyż nie zawsze na okazję jej wytyczenia sporządzano dokument.
Dawniej do wyznaczania własności gruntu wykorzystywano również roślinność, którą obsadzano granice posiadłości. Do tego celu wykorzystywano powszechnie tarninę, co wpłynęło z kolei na nazewnictwo miejscowości w Polsce, które swoje nazwy wywodzą od tej rośliny; są to np.: Tarnów Opolski, Tarnowskie Góry oraz liczne miejscowości o nazwie Tarnów. Termin geodezja wprowadził Arystoteles. Pierwszą książkę w języku polskim o geodezji oraz miernictwie, która poruszała praktyczne kwestie dotyczące wymierzania gruntu w budownictwie była wydana w 1566 roku „Geometria to jest miernicka nauka” Stanisława Grzepskiego .
Kolejne dzieło o tej tematyce Geodesia distantiarum napisał w 1610 polski matematyk Jan Brożek, który na Uniwersytecie Krakowskim założył pierwszą w Polsce katedrę geodezji.

## Podział geodezji
Współczesna geodezja dzieli się na:

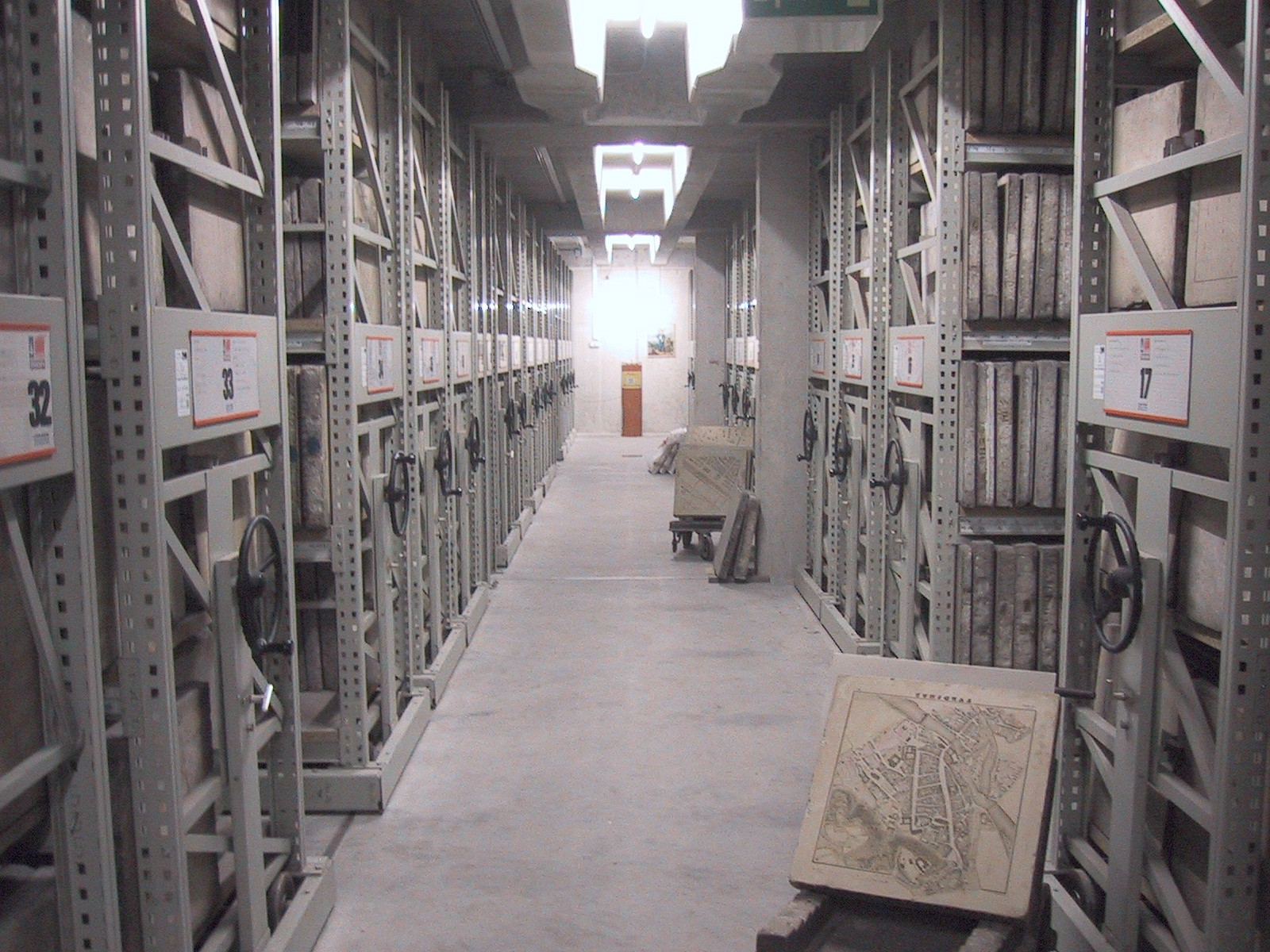
Archiwum map geodezyjnych Bawarii w Monachium

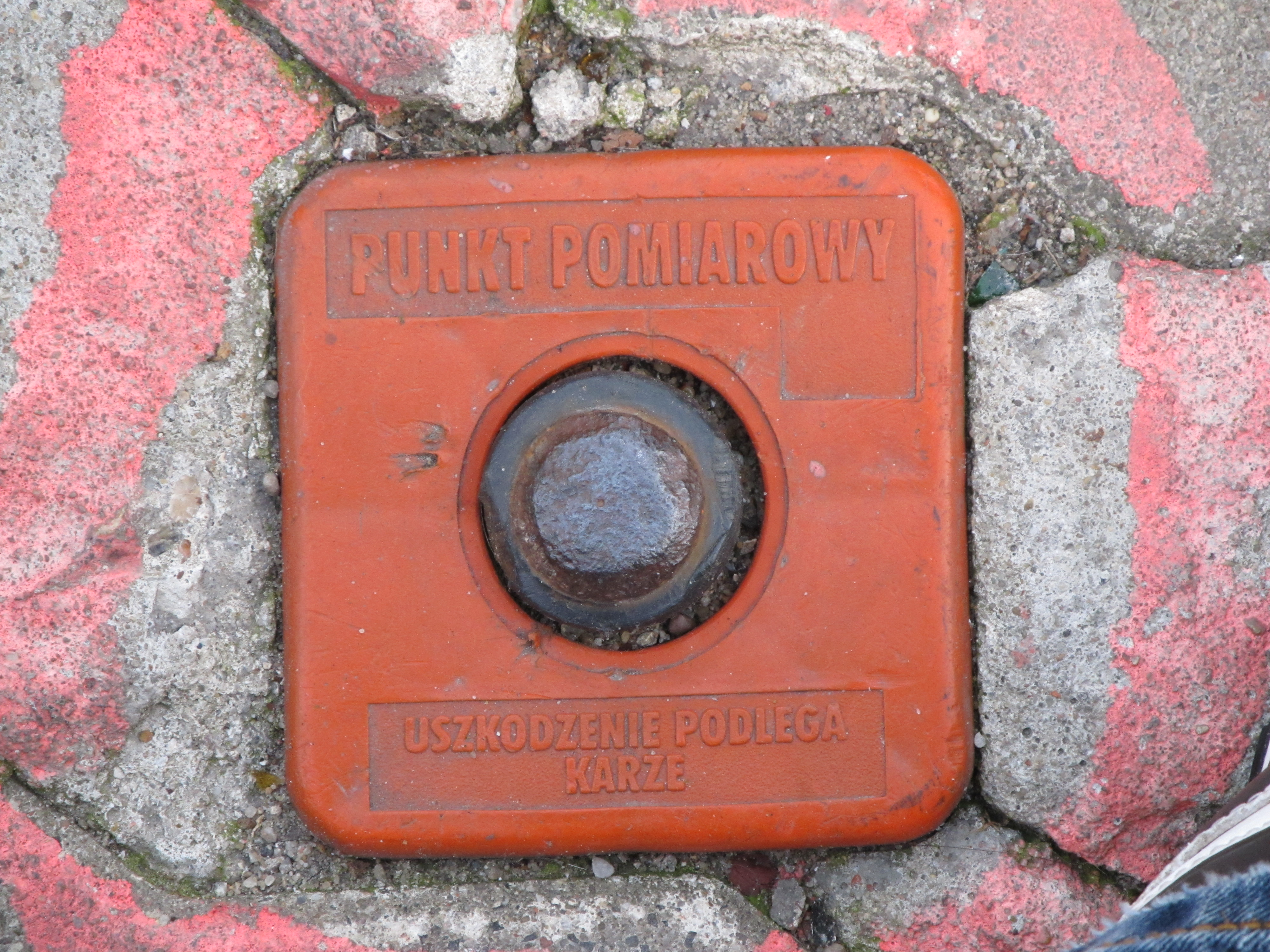
Punkt pomiarowy na ulicy w Warszawie

- geodezję niższą (geodezja ogólna, szczegółowa, miernictwo) – naukę o pomiarach wykonywanych na powierzchniach małych, o promieniu nie większym niż 15,6 km co obejmuje około 750 km², bez uwzględniania kulistości Ziemi[2][9].
- geodezję wyższą – naukę o pomiarach wykonywanych na wielkich obszarach, o powierzchni ponad 750 km², uwzględniających kulistość Ziemi[2],

Częściowo w ramach, a częściowo obok powyższego podziału wyróżnia się również inne działy geodezji, takie jak: astronomia geodezyjna (geodezja astronomiczna), fotogrametria i teledetekcja, geodezja gospodarcza, geodezja satelitarna, geodezja fizyczna i grawimetria geodezyjna, kartografia, rachunek wyrównawczy, topografia. Działy geodezji można klasyfikować także ze względu na:
- rodzaj pomiarów:
  - pomiary sytuacyjne (poziome)
  - pomiary wysokościowe (pionowe)
- cel pomiarów:
  - pomiary miejskie
  - pomiary komunikacyjne
  - pomiary hydrograficzne
  - pomiary osnów
  - pomiary topograficzne
  - pomiary rolno-leśne (geodezja rolna, geodezja leśna)
  - pomiary górnicze (geodezja górnicza)
  - pomiary inwentaryzacyjne i realizacyjne (geodezja inżynieryjno-przemysłowa)
- stosowane metody:
  - pomiary triangulacyjne
  - pomiary poligonowe
  - pomiary niwelacyjne
  - pomiary tachimetryczne
- wykorzystywane narzędzia:
  - pomiary busolowe
  - pomiary stolikowe
  - pomiary teodolitowe
  - pomiary GPS

## Geodezja w Polsce
Polska jest jednym z nielicznych krajów, w których słowa geodezja używa się do określenia dziedziny wiedzy i techniki związanej z pomiarami małych powierzchni (geodezja szczegółowa). W większości krajów Europy zachodniej termin geodezja zarezerwowany jest wyłącznie dla nauki zajmującej się pomiarami dużych obszarów i całej Ziemi. Zadania zarezerwowane dla geodezji szczegółowej określane są tam mianem miernictwa.
Termin miernictwo i związany z nim zawód mierniczego przysięgłego, jako osoby zaufania publicznego należy do polskiej tradycji i został zmieniony po II wojnie światowej z powodów politycznych.
Geodezja (miernictwo) obecna jest w procesach planistycznych, projektowych i budowlanych. Architekci tworzą projekty na mapach sytuacyjno-wysokościowych wykonywanych dla potrzeb i na zlecenie konkretnego klienta (zaktualizowana mapa zasadnicza), gotowy projekt zostaje wytyczony w terenie przez geodetę, realizacja projektu jest również przez geodetę monitorowana. Kontynuacją tych prac, po zakończeniu budowy, jest inwentaryzacja powykonawcza (na którą składa się pomiar powykonawczy) wykonywana przez geodetę.
Przedmiotem geodezji są także badania odkształceń budowli, regulacje stanu prawnego nieruchomości oraz urządzeń rolnych.